# ماركوس جالفاو
ماركوس جالفاو (بالبرتغالية: Marcos Galvão) هو فنان قتال مختلط برازيلي، ولد في 23 يونيو 1981 في ماناوس في البرازيل.

## وصلات خارجية
- ماركوس جالفاو على موقع بيلاتور (الإنجليزية)
- ماركوس جالفاو على موقع شيردوغ (الإنجليزية)
- ماركوس جالفاو على موقع IMDb (الإنجليزية)